# Iveco Stralis
Iveco Stralis är en lastbilsmodell som tillverkas av det italienska företaget Iveco. Modellen presenterades i Sverige vid mässan Lastbil 2010 på Elmia 25-28 augusti 2010. Lastbilen vann priset Truck of the Year 2013.